# Bicyclus hewitsoni
Bicyclus hewitsoni is een vlinder uit de familie van de Nymphalidae, uit de onderfamilie van de Satyrinae. De soort is voor het eerst wetenschappelijk beschreven door Napoléon Doumet-Adanson in een publicatie uit 1861.

## Verspreiding
De soort komt voor in West- en Centraal-Afrika waaronder Nigeria, Kameroen, Equatoriaal-Guinea, Gabon, Congo-Brazzaville, Centraal Afrikaanse Republiek en Congo-Kinshasa.

## Habitat
De vlinder komt voor in dichtbegroeid primair regenwoud.